# Dolophilodes tibetanus
Dolophilodes tibetanus är en nattsländeart som beskrevs av Douglas E. Kimmins 1955. Dolophilodes tibetanus ingår i släktet Dolophilodes och familjen stengömmenattsländor. Inga underarter finns listade i Catalogue of Life.